# Terje Kojedal
Terje Kojedal (* 16. srpna 1957, Røros, Norsko) je bývalý norský fotbalový obránce a později fotbalový trenér. Nastupoval i v norské fotbalové reprezentaci. Než začal profesionální fotbalovou kariéru, hrál také lední hokej.

## Klubová kariéra
Na klubové úrovni hrál fotbal v Norsku v mužstvu HamKam a poté působil ve Francii v mužstvech FC Mulhouse a US Valenciennes-Anzin.
V roce 1989 se vrátil do HamKam, kde roku 1992 ukončil kariéru.

## Reprezentační kariéra
V A-týmu norské fotbalové reprezentace debutoval 12. 8. 1981 v přátelském utkání v Oslu proti týmu Nigérie (remíza 2:2). Celkem odehrál v letech 1981–1989 za norský národní tým 66 zápasů a vstřelil 1 gól.
Zúčastnil se Letních olympijských her 1984 v USA.
Gól Terje Kojedala za A-mužstvo Norska
| Gól | Datum       | Stadion                        | Soupeř   | Skóre | Výsledek | Soutěž          |
| --- | ----------- | ------------------------------ | -------- | ----- | -------- | --------------- |
| 010 | 31. 5. 1989 | Ullevaal Stadion, Oslo, Norsko | Rakousko | 04:0  | 4:1      | přátelský zápas |

## Trenérská kariéra
V roce 1998 byl trenérem norského fotbalového klubu HamKam.